# آپنزن (زامتگمایند)
آپنزن (به آلمانی: Samtgemeinde Apensen) یک منطقهٔ مسکونی در آلمان است که در Stade واقع شده‌است. آپنزن  ۷٬۷۸۷ نفر جمعیت دارد.